# Vice-recteur (France)
Pour le titre de « vice-recteur de l'académie de Paris », voir Académie de Paris.
Le vice-recteur est, en France, le responsable d'un service déconcentré de l'État qui dans certaines collectivités d'outre-mer assure l'administration de l'Éducation nationale. 
Historiquement, les vice-recteurs étaient placés sous l'autorité d’un recteur d'académie situé en métropole, d'où le titre de vice-recteur. En 2010, les vice-recteurs sont placés sous l'autorité du représentant de l'État dans l'entité d'outre-mer. 

## Histoire
La notion de vice-recteur apparaît avec le décret no 47-1287 du 27 juin 1947 qui confie le soin du service de l'instruction publique en Guadeloupe, en Guyane, en Martinique et à La Réunion, à des inspecteurs d'académie qui « ont rang et titre de vice-recteur », 
ces derniers étant placés sous l'autorité du recteur d'une académie de métropole (Aix-Marseille pour la Réunion, Bordeaux pour les trois autres), d'où le nom de vice-recteur. 
Choisis parmi les inspecteurs d'académie, les vice-recteurs sont compétents pour l'enseignement primaire, secondaire et secondaire technique, ainsi que pour l'administration de la jeunesse et des sports. Ils peuvent éventuellement prendre des mesures d'urgence dans d'autres domaines, notamment le supérieur. 
En 1970, le décret n°70-47 du 15 janvier crée quatre nouveaux vice-rectorats dans quatre territoires d'outre-mer : Nouvelle-Calédonie, Polynésie française, Saint-Pierre-et-Miquelon, îles Wallis-et-Futuna. 
Les vice-recteurs de ces territoires exercent grosso modo les mêmes compétences que celles décrites plus haut. 
Il a aussi existé brièvement un vice-rectorat en Corse sur le même modèle, l'organisation des enseignements supérieurs dépendant toujours de l'académie d'Aix-en-Provence (sauf pour les bourses de l'enseignement supérieur). Cette situation n'a toutefois duré qu'une année, le décret n°75-1026 du 6 novembre 1975 ayant fondé une académie de plein exercice en Corse. 
En 1978, à la suite du changement de statut de Saint-Pierre-et-Miquelon, le vice-rectorat est remplacé par un service territorial de l'éducation. 
Dans les départements et régions d'outre-mer, les vice-rectorats sont remplacés par des académies de plein exercice :
- « Académie des Antilles et de la Guyane » en 1973[4] (qui sera scindée en trois académies distinctes pour chacun des départements la constituant en 1996[5] : académie de la Guadeloupe, académie de Martinique, académie de la Guyane)
- « Académie de La Réunion » en 1984[6].

En 1999 le décret no 99-941 du 12 novembre 1999 crée un nouveau vice-rectorat à Mayotte. Au 1er janvier 2020, ce vice-rectorat a laissé place à son tour à un rectorat et une région académique de plein exercice. 
Fin 2019, le titre de « vice-recteur » est conféré au chef du service de l'Éducation nationale à Saint-Barthélemy et à Saint-Martin, mais celui-ci reste soumis au recteur de l'académie de la Guadeloupe.

## Situation actuelle
Les dispositions relatives aux vice-rectorats sont fixées par la partie réglementaire du code de l'éducation, notamment le titre VI du livre II. 
Il existe désormais trois vice-rectorats, dans les diverses entités d'outre-mer suivantes : 
- Nouvelle-Calédonie[9]
- Polynésie française[10]
- Wallis-et-Futuna[11]

## Compétences
Les vice-recteurs sont chargés de représenter le ministre de l'Éducation nationale. Auprès du représentant de l'État, ils exercent les compétences laissées à ce dernier dans les matières éducatives par le statut propre à chaque collectivité. Dans les domaines gérés par la collectivité, ils peuvent apporter leurs conseils ou leur expertise. 
Dans les domaines de compétence de l'État, leurs pouvoirs sont très différents de ceux des recteurs pour l'enseignement supérieur puisqu'ils ne sont pas chanceliers des universités ; s'agissant de l'enseignement primaire et secondaire, ils exercent les pouvoirs des directeurs académiques sous réserve des compétences des collectivités d'outre-mer. 
Ils ont notamment la qualité d'ordonnateur secondaire délégué du budget de l'Éducation nationale et sont chargés de la gestion administrative du personnel de l'État affecté dans le vice-rectorat, en activité ou en détachement. 
Dans chaque collectivité, les vice-rectorats exercent des missions de contrôle de l'activité pédagogique, à travers les inspections (IA-IPR et IEN) quand ceux-ci ne sont pas mis a la disposition de la collectivité ; ils sont également responsables de l'ensemble des examens et concours, qui se déroulent parfois de nuit pour que les candidats de ces collectivités composent en même temps que ceux de métropole. 
En Polynésie et en Nouvelle-Calédonie, l'enseignement primaire et secondaire est confié à la collectivité et, en Nouvelle-Calédonie, aux collectivités de niveau inférieur. Ces deux collectivités disposent d'ailleurs d'un membre du gouvernement local chargé de l'éducation. Les vice-rectorats s'occupent donc principalement de la gestion des personnels d'État mis à la disposition des collectivités. Toutefois, par convention entre l'État et la Nouvelle-Calédonie (convention du 18 octobre 2011), le vice-recteur a aussi bien la charge des compétences de l'État que, sous l'appellation de « directeur général des enseignements », celle des compétences de la Nouvelle-Calédonie. 
Dans les îles Wallis-et-Futuna, où l'État a conservé une compétence plus large en matière d'éducation, les vice-rectorats sont également compétents pour des sujets comme le recrutement et la rémunération des enseignants, la carte scolaire et l'orientation.

## Statut et organisation
Les vice-recteurs sont choisis parmi les personnels de catégorie A dont l'indice terminal atteint au moins l'échelle lettre A et nommés par arrêté. 
Chaque vice-recteur est placé sous l'autorité du représentant de l'État dans la collectivité. 
Les vice-recteurs sont assistés d'un secrétaire général chargé de tous les aspects techniques. L'organisation interne des services est fixée par chaque vice-recteur en tenant compte des compétences qu'il a à exercer.